# 東和産業 (遊技業)
東和産業株式会社（とうわさんぎょう）は、東京都に本社を置き、パチンコ店の経営等を行う企業である。

## 概要
東京都を中心とする首都圏で、パチンコ店・カラオケルーム等を経営している。
ブランド一覧（2013年12月現在）
- パチンコ店
  - UNO（23店舗）、DUO（1店舗）、FRESCO（1店舗）、パーラーアサヒ（1店舗）
- カラオケルーム
  - ラミューズ（4店舗）
- ゲームセンター
  - ゲームUNO（1店舗）

## 沿革
- 1974年 - 創業、喫茶店「コーヒーハウス」を開店
- 1980年 - 上福岡市（現ふじみ野市）に最初のパチンコ店「パーラーアサヒ」を開店
- 1995年 - 新宿ワシントンホテル本館1階にパチンコ店「FRESCO」を開店
- 1999年 - 外食部門を東和フードサービスに分社
- 2002年 - 本社を東京都中央区銀座二丁目に移転
- 2009年 - 新橋に取得したビルに本社を移転
- 2014年1月3日 - 東京都千代田区有楽町のUNO有楽町店新館が入るビルから出火[2]。現場は有楽町架道橋のすぐ脇だったため、東海道新幹線・京浜東北線・山手線等が影響を受け一時不通となった[3]。